# Heinz Lau (Priester)
Heinz Lau SCJ (* 2. Oktober 1950 in Thuine, Emsland) ist ein deutscher Dehonianer und war von 2015 bis 2022 Provinzial der Deutschen Ordensprovinz der Herz-Jesu-Priester mit Sitz in Bonn-Oberkassel, ab 2014 in Neustadt a.d. Weinstraße. 

## Leben
Lau besuchte das in katholischer Trägerschaft der Herz-Jesu-Priester stehende Gymnasium Leoninum in Handrup (Emsland), an dem er 1970 sein Abitur machte. In den Jahren 1971 bis 1976 studierte er in Freiburg Philosophie und Theologie und legte 1977 das Ordensgelübde ab. Ein Jahr später empfing er von Weihbischof Karl Gnädinger die Priesterweihe.
Als Beauftragter für Nachwuchsförderung war er ab 1982 im Herz-Jesu-Kloster in Martental, bis 1991 zudem als Jugendseelsorger tätig. Dem Kloster stand er von 1991 bis 1993 als Rektor vor. Nach dieser Zeit leitete er von 1993 bis 1999 das Freiburger Kloster und wurde Novizenmeister, in welcher Funktion er auch 2004 nach Indien ging. Nach eineinhalb Jahren war er von 2005 bis 2008 Rektor des Klosters in Neustadt, seit 2008 als Novizenmeister und Ausbildungsleiter im Kloster in Freiburg.
Am 6. Oktober 2015 berief die Generalleitung in Rom Pater Heinz Lau nach viermonatiger Interimsführung zum Provinzial; er war vorher von den deutschen Herz-Jesu-Priestern gewählt worden. Er ist Nachfolger von Pater Heiner Wilmer. Gegen Ende seiner Amtszeit als Provinzial wurde Lau 2021 zum Rektor der klösterlichen Niederlassung in Handrup (Emsland) ernannt. Diese Position hatte er bis November 2024 inne.